# LTJ Bukem
Daniel Williamson (Watford, 20 de setembre de 1967), més conegut pel seu nom artístic LTJ Bukem, és un músic anglès, productor i DJ de drum amd bass. Juntament amb el seu segell discogràfic, Good Looking Records, se l'associa amb el vessant més jazzístic i ambiental de la música drum and bass.

## Trajectòria i estil musical
Es va formar en piano clàssic i va descobrir la fusió del jazz durant els seus anys d'adolescència, arribant a tenir una banda de jazz-funk. Tanmateix, a finals dels anys 1980 va decidir convertir-se en DJ fins a aconseguir fer-se un nom en l'escena més famosa de principis dels 1990 a Europa.
Més tard, va dirigir la discoteca londinenca Speed i es va dedicar a la producció musical al segell Good Looking Records amb una sèrie de recopilacions titulades «Logical Progression» i «Earth» que exploraven el costat downtempo de la música electrònica, amb un nou estil, de tall més suau i amb influències acid-jazz, que es va anomenar intelligent drum and bass, el qual incorporava, per exemple, instruments de corda i sons de la natura.
L'any 2007, va anunciar que havia trobat la seva mare biològica, una dona ugandesa que vivia a París i que va revelar-li que el seu pare era egipci.

## Discografia

### Singles/Àlbums
- Delitefol[7]
- Logical Progression
- Demon's Theme / A Couple of Beats (1992/2000)
- Who Knows Vol, 1
- Bang The Drums / Remnants (1993)
- Return to Atlantis (1993)
- Music / Enchanted (1993)
- 19.5 / 19.5 Reprisal (1994)
- Mixmag Live! Volume 21 (1996)
- Logical Progression
- Progression Sessions (1998–2003)
- Earth
- The Journey (1996)
- Mystical Realms EP (1998)
- Journey Inwards (2000)
- Suspended Space EP (2000)
- Producer 01 (2001)
- Producer 05: Rarities (2002)
- Some Blue Notes of Drum 'N Bass (2004)
- FabricLive.46 (2009)
- Bukem in Session (2013)

### Singles
- DJ Biz – Losing Track of Time (LTJ Bukem Mix) (1992)
- Teach Me to Fly (LTJ Bukem & DJ Trace, 1992)

### Remescles
- "Sweetness (Mellow Drum n Bass Mix)" – Michelle Gayle (1994)
- "Feenin' (LTJ Bukem Remix)" – Jodeci (1995)
- "Transamazonia (LTJ Bukem Remix)" – The Shamen (1995)
- "If I Could Fly (LTJ Bukem Remix)" – Grace (1996)
- "The James Bond Theme (LTJ Bukem Remix)" – David Arnold (1997)
- "The Essence (LTJ Bukem Remix)" – Herbie Hancock (amb Chaka Khan) (2001)